# Tarczyn (Basse-Silésie)
Pour les articles homonymes, voir Tarczyn.
Tarczyn est une localité polonaise de la gmina de Wleń, située dans le powiat de Lwówek Śląski en voïvodie de Basse-Silésie.